# Liesveld
Ne doit pas être confondu avec Liesveld (hameau).
Liesveld est une ancienne commune néerlandaise, en province de Hollande-Méridionale. L'ancienne commune a été fusionnée le 1er janvier 2013 avec les communes de Graafstroom et Nieuw-Lekkerland pour créer la nouvelle commune Molenwaard.
Liesveld est situé sur la rive gauche du Lek, dans la partie septentrionale de l'Alblasserwaard. La commune a été créée le 1er janvier 1986, par la fusion des anciennes communes de Groot-Ammers, Langerak, Nieuwpoort et Streefkerk.